# Otacilia subshanxi
Espèce
Otacilia subshanxi est une espèce d'araignées aranéomorphes de la famille des Phrurolithidae.

## Distribution
Cette espèce est endémique du Hubei en Chine,. Elle se rencontre dans le xian de Zhushan.

## Description
Le mâle holotype mesure 3,04 mm et la femelle paratype 3,52 mm.

## Systématique et taxinomie
Cette espèce a été décrite par Guo, Mu et Zhang en 2024.

## Publication originale
- Guo, Mu & Zhang, 2024 : « A new Otacilia Thorell, 1897 species from Hubei Province, China (Araneae, Phrurolithidae). » Biodiversity Data Journal, vol. 12, no e137014, p. 1-7 (texte intégral).